# Israel Kislansky
Israel Kislansky (Salvador, Bahia), é um escultor brasileiro que se tornou, a partir do final da década de 90, referência em escultura figurativa e fundição de obras de arte em metal no Brasil.

## Início
Radicado na capital paulista desde 1983, Israel Kislansky é formado em Artes Visuais pela Faculdade Santa Marcelina. Estudou com nomes como Iole Di Natale, José Antônio Van Acker e Rubens Matuck .
Entre os anos de 1996 e 2010 realiza intensa atividade educacional, levando cursos e palestras sobre escultura figurativa aos principais centros culturais e universitários do país
Em seu atelier reuniu estudantes e profissionais em buscam de aprimoramento nas principais técnicas tradicionais de escultura.
É responsável, em parceria com o Serviço Nacional de Aprendizagem Industrial ( Senai), pela criação do projeto do “Centro Técnico em Fundição Artística” com o objetivo de recuperar o conhecimento tradicional e disponibilizar novas tecnologias a profissionais do mercado e técnicos em formação.[carece de fontes?]
Também pelo SENAI, produziu o livro Fundição Artística  primeira publicação técnica especializada em fundição de obras de arte em metal no Brasil.

## Estilo
As obras de Kislansky são, sobretudo, confeccionadas em cerâmica e fundição artística, utilizando o processo milenar de “cera perdida”, onde os metais são derretidos, moldados e vazados sobre moldes refratários.
O especialista em museologia Gilberto Habib de Oliveira afirma que: "Há cerca de vinte anos, Kislansky se dedica a pesquisa e à criação escultórica, utilizando o processo de cera perdida para fundição em bronze. Nestes anos tem se dedicado a formação de técnicos especializados, arregimentando esforços para aperfeiçoar e qualificar cada etapa do longo processo de trabalho que envolve uma fundição, desde a moldagem em gesso até o acabamento final. Cada obra acabada tem feito de Israel um artista pleno, reconhecível em suas formas monumentais, quase invariavelmente da figura humana e impecavelmente trabalhadas como nenhum outro artista brasileiro da atualidade”.
Israel Kislansky possui uma obra dedicada à figuração, com forte influência da escultura modernista francesa. Suas obras representam corpos femininos modelados de forma realista, mas de composição abstrata, levando o espectador perceber o nu como um universo formal independente.

## Obras
- 1996 - Semar, instalada na praça Klaus Walter Zulauf, no bairro do Morumbi.[carece de fontes?]
- 1998 - Troféu do Grande Prêmio Ayrton Senna de Jornalismo.[carece de fontes?]

## Exposições
2005 - Exposição Esculturas e Desenhos Israel Kislansky. Fundação Pinacoteca Benedicto Calixto. Santos, SP. 

2007 - Exposição Kislansky Esculturas e Desenhos. Caixa Cultural, Salvador e Brasília.

2011 - Exposição Kislansky Cerâmicas - A Cor do Corpo. Caixa Cultural, São Paulo.
Kislansky não sabe quantas obras já produziu. "Creio que em torno de cem", arrisca. Entre as peças produzidas por encomenda, merecem destaque o troféu do Grande Prêmio Ayrton Senna de Jornalismo (1998),  a obra Semear (1996), instalada na praça Klaus Walter Zulauf, no bairro do Morumbi, um busto encomendado pela embaixada do Líbano para homenagear o ex-primeiro-ministro Rafik Hariri, morto num atentado em fevereiro de 2005 e a escultura “Esperança” inaugurada recentemente pela Santa Casa da Misericórdia no pátio central do Hospital Santa Isabel, em Salvador.
Outras obras de grande destaque do escultor foram as “Vanackerianas”. A Vanackeriana I foi modelada entre 2000 e 2001, pouco após a morte do Van Acker, professor de Kislansky, e recebeu este nome em sua homenagem. A Vanackeriana II é de 2004/05.
Ao longo dos últimos anos, Kislansky realizou diversas mostras, com destaques para a exposição "A Cor do Corpo", realizada na Caixa Cultural São Paulo em que apresentou detalhes de sua produção em cerâmica dos anos anos 2007 a 2011, um conjunto de esculturas de diferentes matizes e um roteiro didático sobre a argila, sua origem, produção, modos de uso e possibilidades de acabamento.
A mostra contava com 50 peças em argila natural ou esmaltada, reunidas e apresentadas em grupos de cores e corpos, criando ambientes sensíveis e diversas cenografias , organizados sob a curadoria de Gilberto Habib Oliveira.
A exposição contou  ainda com fotografias do próprio Kislansky que reafirmavam o caráter cênico das obras, além de apresentar o ambiente de trabalho, os processos técnicos e outros detalhes da produção escultórica.